# Alfredo Pezzana
Alfredo Pezzana (Chivasso, 31 marzo 1893 – Roma, 7 maggio 1986) è stato uno schermidore e dirigente sportivo italiano, specializzato nella spada e nella sciabola. Ha vinto con Giancarlo Brusati, Giancarlo Cornaggia-Medici, Edoardo Mangiarotti, Saverio Ragno e Franco Riccardi una medaglia d'oro nella spada a squadre ai Giochi olimpici di Berlino 1936.
È stato segretario generale della Federazione Italiana Scherma dal 1947 al 1964.

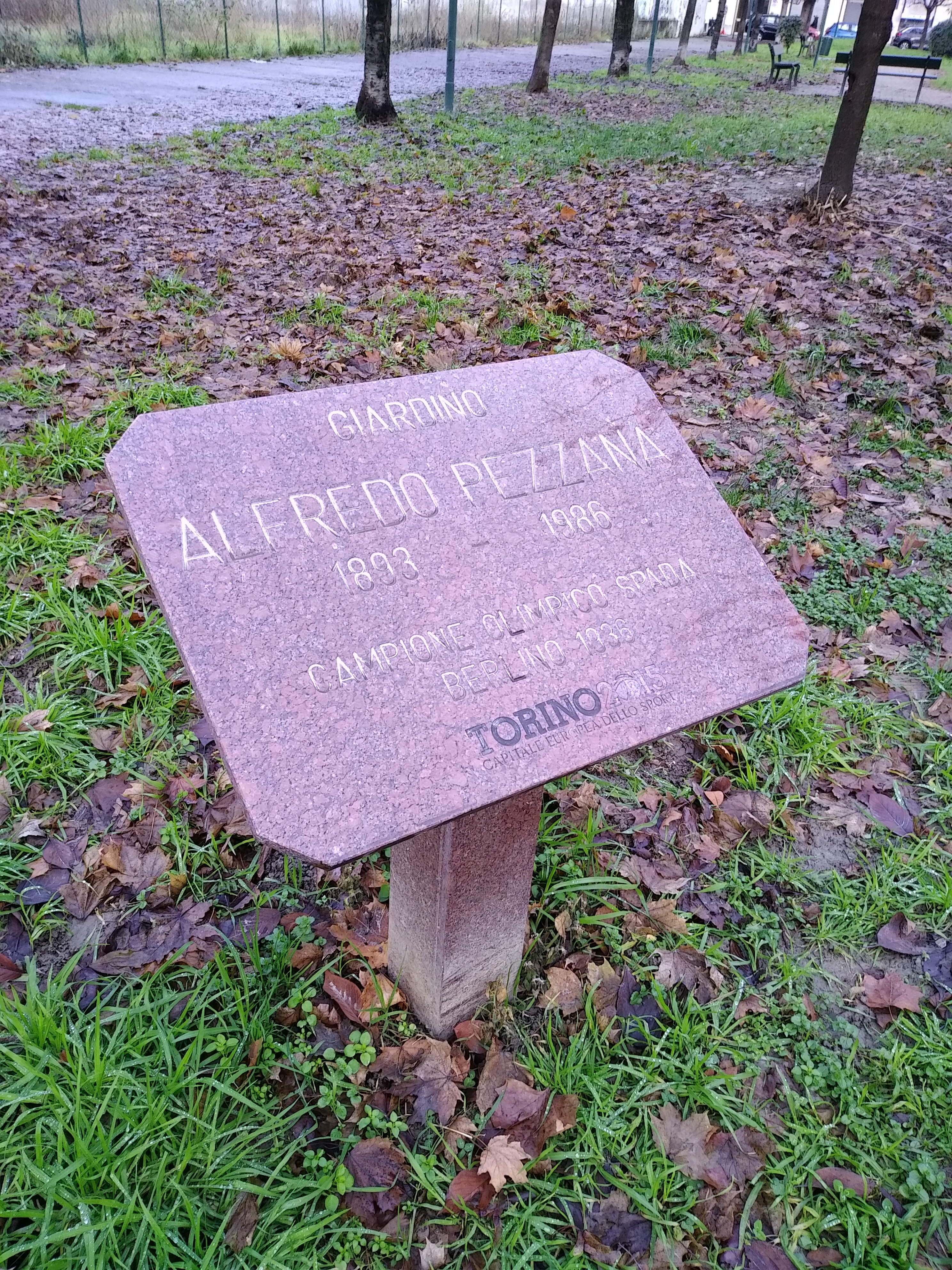
Giardino Alfredo Pezzana

La città di Torino gli ha intitolato in data 4 dicembre 2015 un'area verde nel quartiere Borgo San Paolo, nelle vicinanze di piazza Marmolada.

## Palmarès
In carriera ha ottenuto i seguenti risultati:

### Giochi olimpici
Individuale
A squadre
- Oro nel fioretto a Berlino 1936

### Mondiali
Individuale
- Argento nella spada a Liegi 1930

A squadre
- Argento nella spada a Liegi 1930
- Argento nella sciabola a Liegi 1930